# 李盖
李盖（?—?），中山郡安喜县（今河北省定州市）人，中国南北朝北魏政治人物。
李盖年少时知名，擅长骑射因此得到魏太武帝拓跋焘的赏识。太延元年（435）十一月，魏太武帝东巡冀州和定州，十二月取五回道返回平城，经定州中山郡，进入徐水河谷。魏太武帝即兴在猫儿岩下演示射术，射出的箭越过猫儿岩有三百多步，魏太武帝命令随从擅于射箭的将士数百人都去射箭，次飞督、安熹子李盖也作为魏军中箭术出众的代表射箭，但没有超过魏太武帝的射程。
李盖之后历任殿中尚书、都官尚书，左将军，封南郡公。魏太武帝之妹武威长公主，嫁给凉王沮渠牧犍为妻。太武帝平北凉，公主通密计相助。太武帝把武威长公主嫁给李盖为妻。李盖加侍中、驸马都尉，官至左仆射，在官任上去世。追赠征南大将军、定州刺史、中山王，谥号庄。其子南郡王李惠、李初、李乐。孙女是魏献文帝拓跋弘的思皇后，魏孝文帝的母亲。